# آرامگاه شاه قاسم انوار

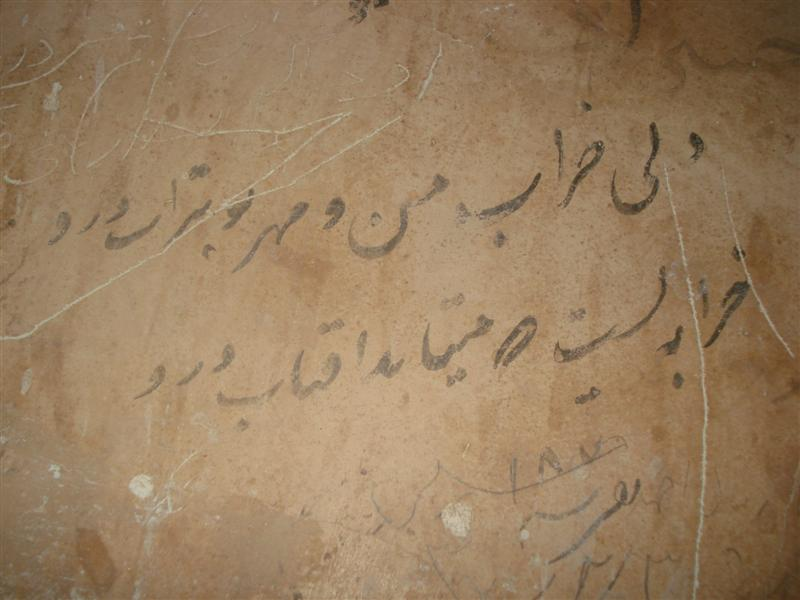
دیوار داخلی آرامگاه با شعری خوش‌نویسی‌شده، متن شعر: دل خراب من و مهر بوتراب در او / خرابه‌ای‌است که می‌تابد آفتاب در او

آرامگاه شاه قاسم انوار مربوط به اوایل دوره قاجار است و در شهرستان تربت جام، روستای لنگر واقع شده و این اثر در تاریخ ۱۶ اردیبهشت ۱۳۵۴ با شمارهٔ ثبت ۱۰۶۱ به‌عنوان یکی از آثار ملی ایران به ثبت رسیده است.